# NGC 1748
NGC 1748 ist ein Emissionsnebel im Sternbild Schwertfisch in der Großen Magellanschen Wolke.

NGC 1748 wurde im Jahre 1826 von James Dunlop entdeckt und ist im New General Catalogue verzeichnet. Im Jahr 1901 wurde  das Objekt von Williamina Fleming beobachtet und als IC 2114 katalogisiert.